# Бе-дур
Бе-дур је дурска лествица, чија је тоника тон бе, а као предзнаке има две снизилице.

## Познатија класична дела у Бе-дуру
- Други клавирски концерт, Бетовен
- Прва симфонија, „пролећна“, Шуман
- Други клавирски концерт, Брамс
- Пета Симфонија, Брукнер
- Националне химне: Француска, Италија, САД, Швајцарска